# Termófilo

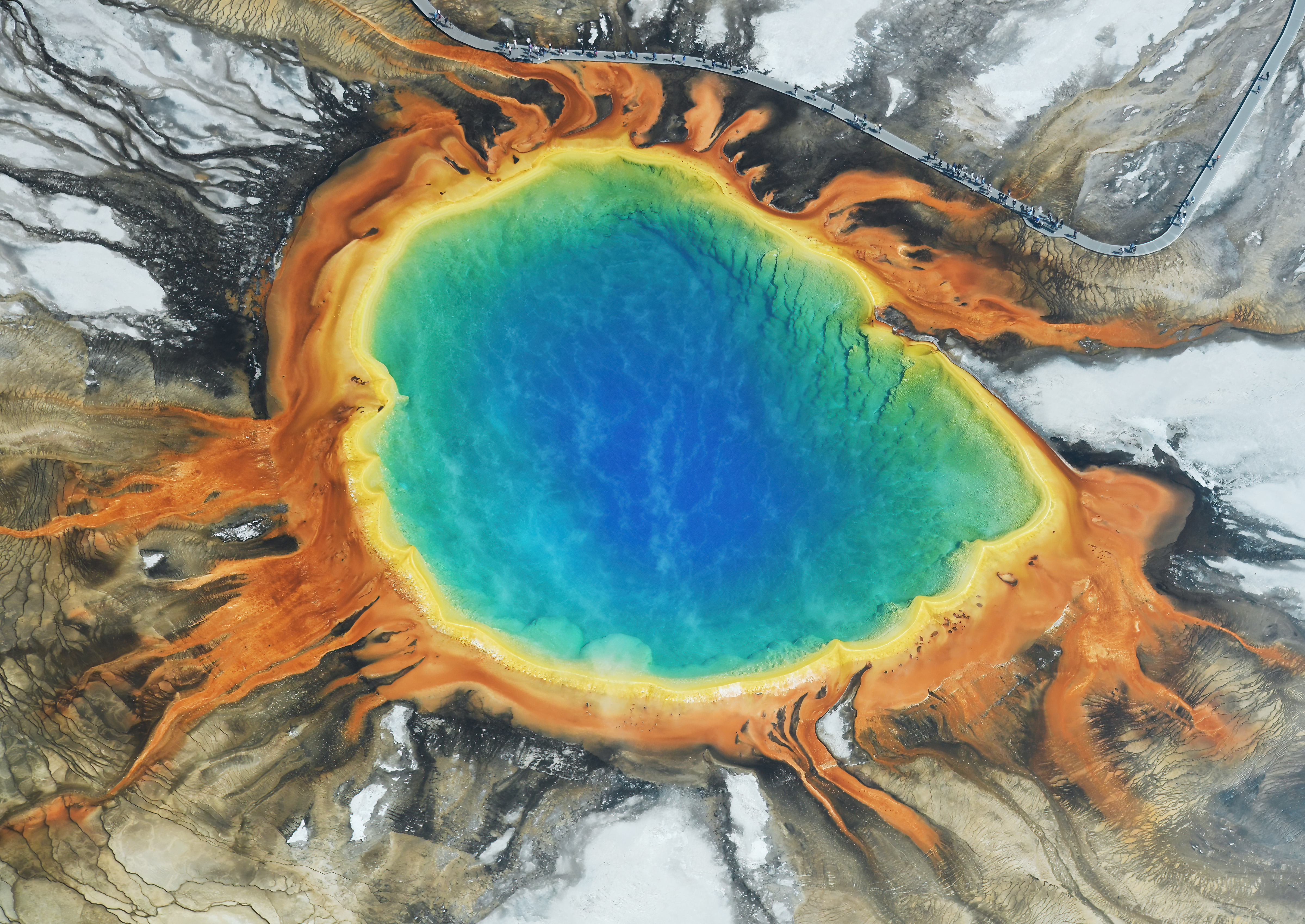
Extremófilos del tipo termófilo producen algunos de los vistosos colores de la fuente termal Grand Prismatic Spring, en el Yellowstone National Park

El término termófilo se aplica a organismos vivos que pueden soportar condiciones extremas de temperatura relativamente altas, por encima de los 45°C. Es un subtipo de vida extremófila. Muchos termófilos pertenecen al dominio Archaea.
Estos organismos tienen una tasa de crecimiento rápida pero de corta duración.
Ejemplos de este tipo son los organismos vivos que se desarrollan al lado de las fumarolas o chimeneas hidrotermales en las profundidades del océano como el anélido Riftia pachyptila y también algunos microorganismos como las bacterias metanógenas que se desarrollan en las mismas condiciones.

## Procariontes termófilos
Los procariontes termófilos fueron posiblemente las primeras células simples. Se cree que se desarrollaron en sitios con actividad volcánica (como géiseres) en las dorsales oceánicas.
Los termófilos se caracterizan por tener una membrana celular rica en lípidos saturados ya que contienen enzimas que les permiten trabajar en condiciones extremas.
Los termófilos sobreviven en temperaturas con un mínimo de 20 °C y un máximo de 75 °C, mientras que las hipertermófilas soportan temperaturas superiores a 75 °C, llegando incluso a superar a veces los 100 °C, siempre que exista agua en estado líquido, como ocurre en las profundidades oceánicas, donde la presión es elevada.
Algunas archaeas (Sulfolobus) obtienen la energía oxidando azufre, por lo que son quimiosintéticas, pero en general, todas se pueden considerar organismos extremófilos y resistentes.
En una lluvia roja en India, Godfrey Louis aisló unas células inertes a temperatura normal, sin ADN, que son capaces de reproducirse a 121 grados Celsius y eran de presunto origen extraterrestre, aclarándose en 2015 su origen terráqueo.

## Algunos organismos termófilos e hipertermófilos
- Pyrococcus furiosus
- Thermus aquaticus
- Thermus thermophilus
- Chloroflexus aurantiacus
- Thermococcus litoralis
- Pyrodictium abyssi (archaea)
- Bacillus stearothermophilus
- Rhodotermus obamensis
- Marinithermus hydrothermalis
- Deferribacter desulfuricans
- Thermodesulfobacterium hydrogeniphilum
- Hadesarchaea